# Pastırma

Pastirma

Pastırma eller bastırma är en starkt kryddad lufttorkad biff. Pastırma har sitt ursprung i det osmanska köket och lokala varianter finns i arabvärlden, Mindre Asien, Turkiet och Balkan.

## Etymologi
Pastirma Turkiska kommer från "pastırma et" 'pressat kött'. Ordet finns i ett antal språk som talas i det forna Osmanska riket.
albanska pastërma, arabiska باسطرمة basṭurma, armeniska պաստուրմա (basturma), azeriska bastırma, bosniska, kroatiska, makedonska och serbiska pastrma, bulgariska пастърма, grekiska παστουρμάς pastourmás eller παστρουμάς pastroumás och rumänska pastramă. Ordet "pastrami som kommer av jiddish pastrómeh går också tillbaka till pastırma.

## Historia
Pastırma har sitt ursprung i dagens Turkiet även om den förekommer i olika varianter i de forna bysantinska och osmanska imperierna. Enligt en legend uppkom tillagningssättet när turkiska ryttare i Centralasien skar tunna skivor av kött som fick pressas under sadlarna när de red.

## Pastırma idag
Även om historiskt flera olika typer av kött har använts (bland annat lamm och kamel) är dagens pastırma uteslutande gjord av nöttkött. Pastırma är i dagens Turkiet främst förknippad med Kayseri, pastırman från Kayseri är eftersökt i hela Turkiet och bland människor med turkiska rötter från Europa. Pastırman från Kayseri, också känd som Kayseri Pastırma, är starkt saltad och kryddad och äts ofta i små mängder eftersom de starka kryddorna är vätskedrivande och lukten kan vara kvar i dagar från kroppen efter förtäring. I delar av centrala Kayseri ligger charkbutiker som säljer Pastırma och den andra lokala charkprodukten, den smakrika korven Sucuk, på rad.

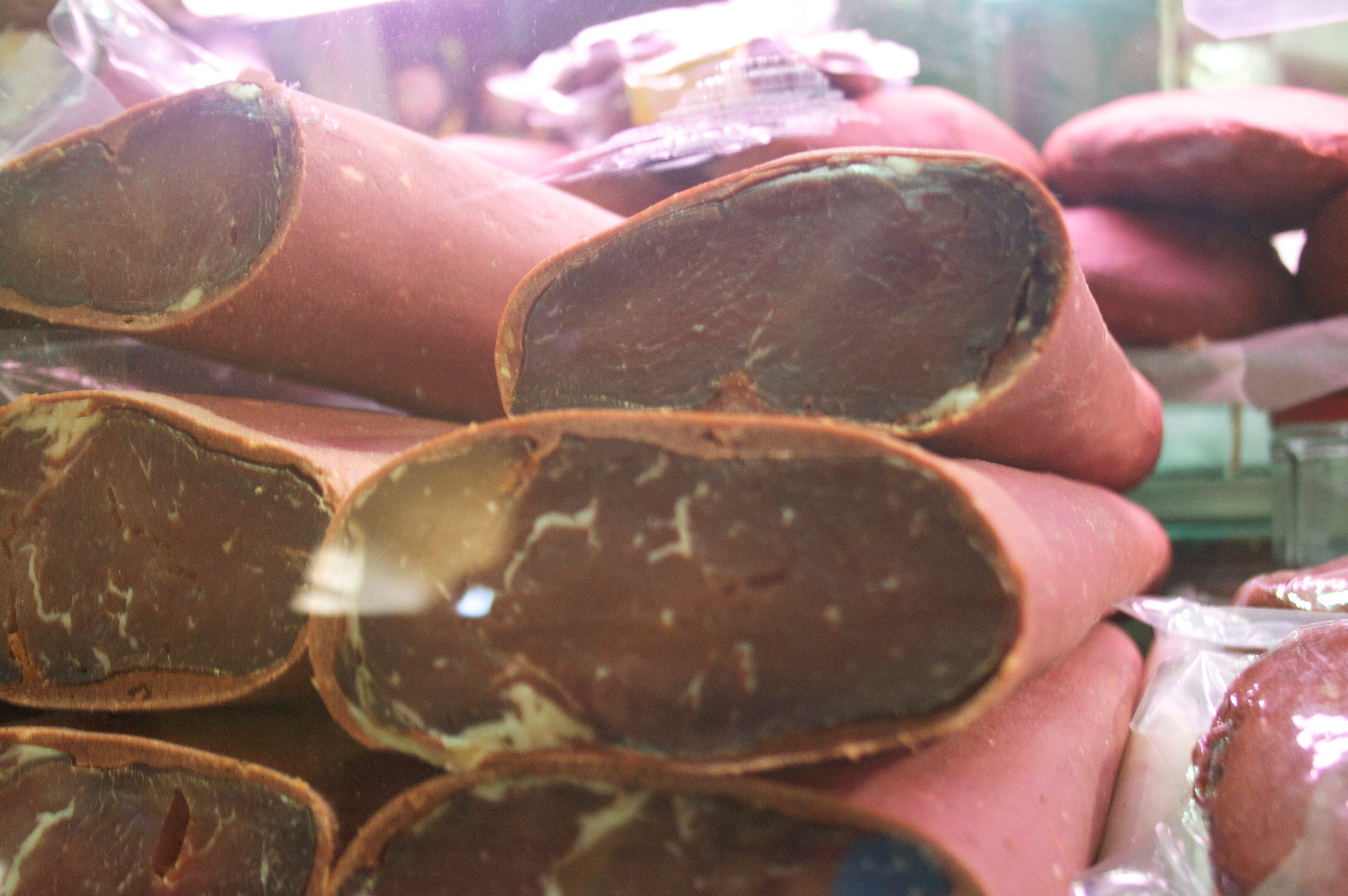
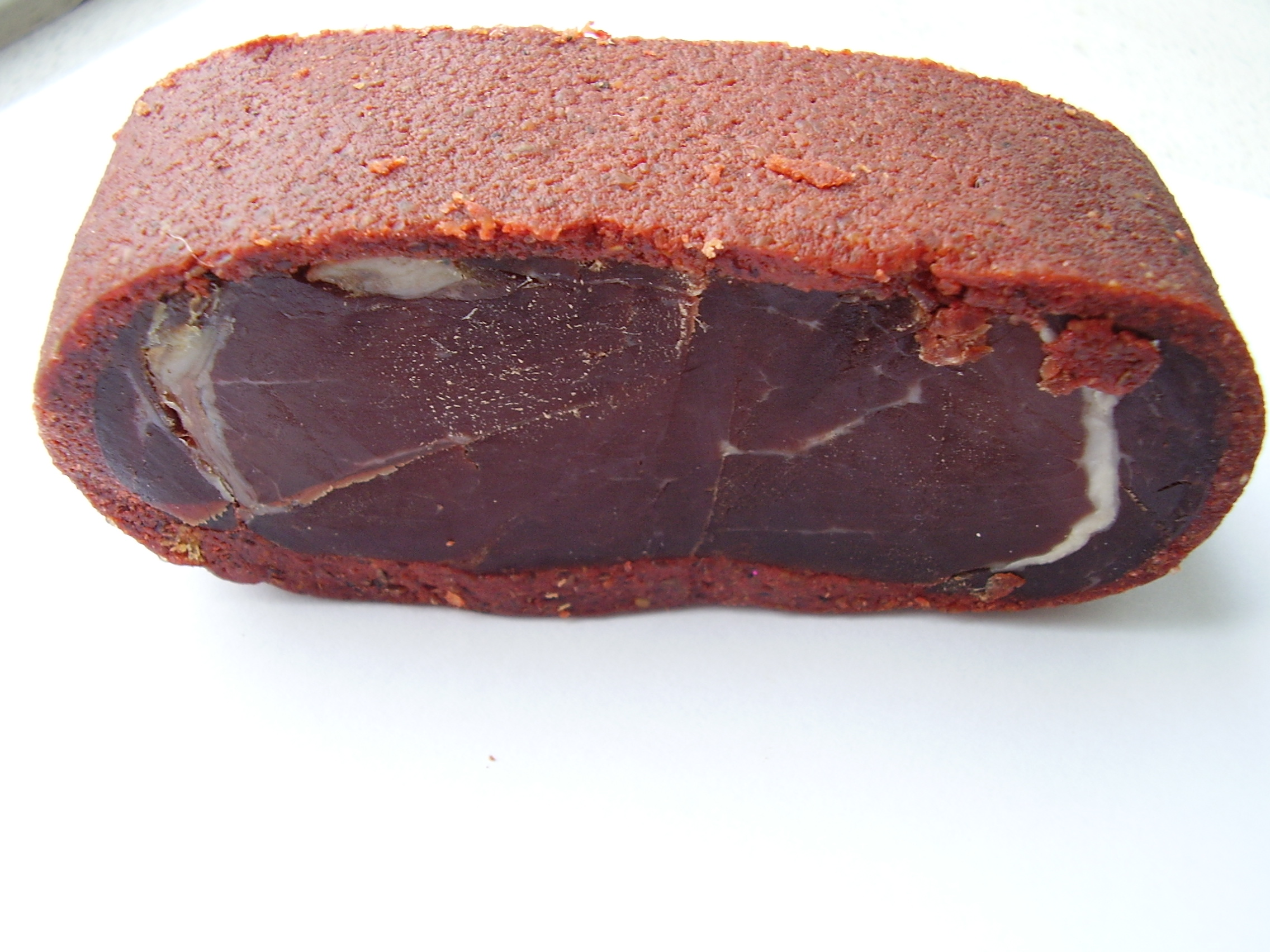
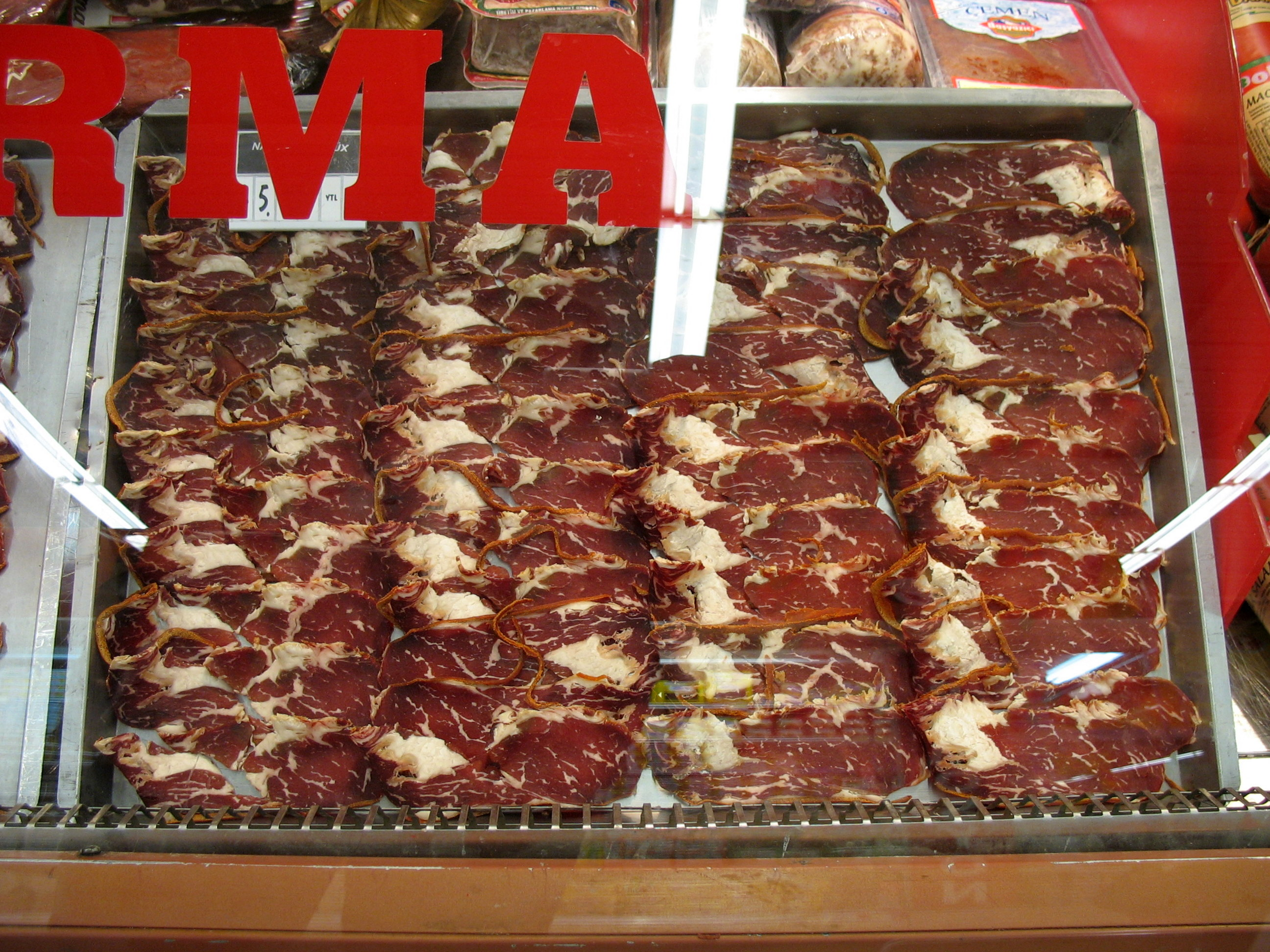
Turkısk pastirma